# Roodbaars
De roodbaars (Sebastes norvegicus) is een straalvinnige vis uit de orde van de schorpioenvisachtigen, die voorkomt in het noordwesten en het noordoosten van de Atlantische Oceaan.

## Anatomie
De volwassen roodbaars is gemiddeld 45 cm maar kan een lengte bereiken van 100 cm. De rugvin heeft 15 stekels en 14 tot 16 vinstralen en de aarsvin heeft drie stekels en 8 of 9 vinstralen.

## Leefwijze
De roodbaars is een zoutwatervis die voorkomt in een gematigd klimaat. De diepte waarop de soort voorkomt is 100 tot 1000 m onder het wateroppervlak. Het dieet van de vis bestaat hoofdzakelijk uit macrofauna en visjes. Ze kunnen maximaal 60 jaar oud worden.

## Relatie tot de mens
De roodbaars is voor de beroepsvisserij van groot belang en ook voor de zeehengelsport. Langs de Nederlandse kust is het een zeldzame vis. De soort staat niet op de Rode Lijst van de IUCN. Voor de mens is de roodbaars potentieel gevaarlijk, omdat er vermeldingen van ciguatera-vergiftiging zijn geweest.

## Voetnoot
1. ↑  (en) Roodbaars op de IUCN Red List of Threatened Species.
2. ↑  H. Nijssen & S.J. de Groot, 1987. De vissen van Nederland. KNNV, Utrecht/Zeist.